# Nationalstraße B6
Die Nationalstraße B6 ist die wichtigste Verbindungsstraße Namibias von Windhoek Richtung Osten. Die Nationalstraße B6 ist Teil des Trans-Kalahari-Highway und führt durch Gobabis bis nach Buitepos (mit Grenzübergang nach Botswana).

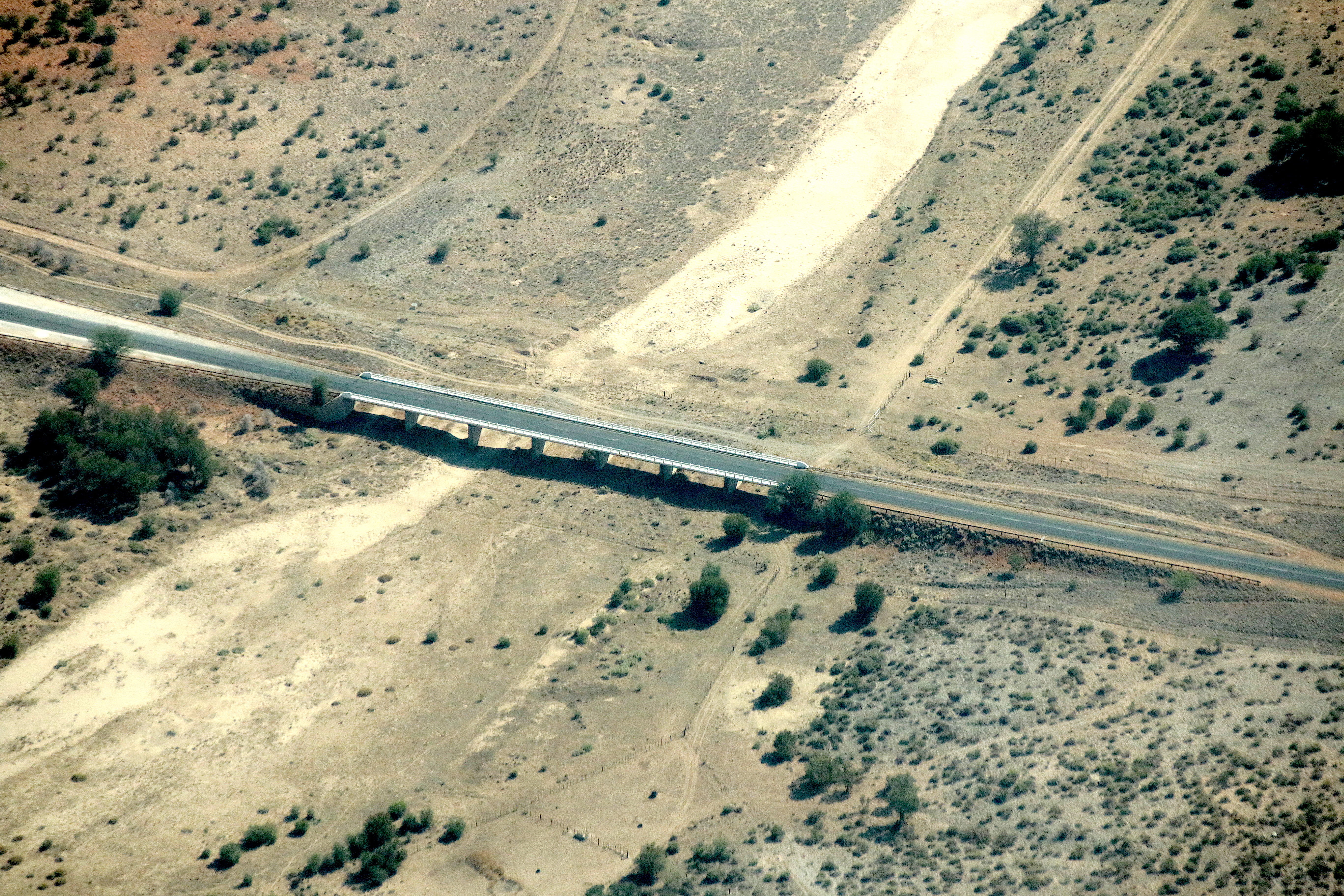
Brücke der B6 über den Weißen Nossob (2019)

## Autobahnausbau
Der vierspurige Ausbau des Abschnitts von Windhoek zum Internationalen Flughafen Hosea Kutako hat am 18. November 2019 begonnen. Die Bauphase 2A umfasst eine Länge von knapp 20 der insgesamt circa 50 Kilometer. Sie schließt in Windhoek an die Phase 1A, der Verlängerung der Nationalstraße B1, hier als Western Bypass bekannt, im Stadtviertel Avis an und reicht im Osten bis zur Kreuzung mit der Hauptstraße C23 nach Dordabis. Sie soll nach Bauende als Autobahn deklariert werden. Die Baukosten werden mit 950 Millionen Namibia-Dollar angegeben.